# Селець (струмок)
Селець — струмок в Україні у Погребищенському й Липовецькому районах Вінницької області. Правий доплив річки Вільшанки (басейн Південного Бугу).

## Опис
Довжина струмка приблизно 9,10 км, найкоротша відстань між витоком і гирлом — 7,33  км, коефіцієнт звивистості річки — 1,24 . Формується багатьма безіменними струмками та загатами.

## Розташування
Бере початок на південно-західній стороні від села Левківка. Тече переважно на південний захід через село Мончин і у селі Біла впадає у річку Вільшанку, ліву притоку Десни.
Населені пункти вздовж берегової смуги: Сопин, Шендерівка.

## Цікаві факти
- У XIX столітті на струмку існувало декілька водяних та вітряних млинів[3].
- Від витоку струмка на північній стороні на відстані приблизно 1,14 км пролягає автошлях Т 0203[2] (автомобільний шлях територіального значення у Вінницькій та Київській областях. Пролягає територією Липовецького, Погребищенського та Сквирського районів через Турбів — Погребище — Сквиру).